# Nenne Runsten
Nenne Jane Sophia Margareta Runsten, född Ramstedt 14 maj 1933, är en svensk översättare.
Efter att ha översatt några enstaka böcker 1955-1956 producerade hon runt 70 böcker 1964-2008, huvudsakligen från danska men även från engelska och norska. Bland det hon översatt märks Anders Bodelsen och Suzanne Brøgger liksom samtliga tolv Leif Panduro-böcker som gavs ut på svenska mellan 1968 och 1979. Hon arbetade också som översättare åt Sveriges Television (SVT) under många år, bland annat av danska TV-serien Bonderøven som sänts i tio (2020) år.
Hon har varit gift med Lars Runsten.

## Översättningar (urval)
- W. E. Johns: King möter svart magi (Gimlet takes a job) (B. Wahlström, 1955)
- Pamela Frankau: Under gycklarens kåpa (Sing for your supper) (Bonnier, 1964)
- Marie Thøger: Shanta (Shanta) (Tiden, 1968)
- Richmal Crompton: Bill den oförbätterlige (B. Wahlström, 1968)
- Ira Levin: En vacker dag ... (This perfect day) (Wahlström & Widstrand, 1970)
- Helle Stangerup: Diamanter är dygdens lön (Diamanter er dydens løn) (Bonnier, 1971)
- Jon Michelet: Den drunknar ej som hängas skall (Den drukner ei som henges skal) (Norstedt, 1976)
- Edward D. Hoch: D:r Hawthornes sällsamma mysterier (Mälaröbörsen, 1998)
- Knud Romer: Den som blinkar är rädd för döden (Den som blinker er bange for døden) (Wahlström & Widstrand, 2007)
- Sturle Brustad: Anarchy in Åmot (Anarchy in Åmot) (Forum, 2008)